# Inguklimiut
Inguklimiut, eskimsko pleme s otoka Little Diomede Island u Beringovom prolazu, Aljaska. Njihovo glavno selo bilo je Inalik. Ostali nazivi za njih su Acjuch-Aliat (Dall, 1878. Ovaj naziv obuhvaća i Imaklimiut Eskime), Inugleet (Jackson, 1894), Inalugmiut (Woolfe, 1893).